# Scotopteryx brunnea
Scotopteryx brunnea är en fjärilsart som beskrevs av Barend J. Lempke 1950. Scotopteryx brunnea ingår i släktet backmätare, och familjen mätare. Inga underarter finns listade.